# Johanna Constantia Cleve
Johanna Constantia Cleve (Dordrecht, 4 december 1800 - Leiden, 14 februari 1822) was een Nederlandse dichteres.

## Leven en werk
Johanna Constantia Cleve gaf al op vroege leeftijd blijk van poëtisch talent. Ze werd daarbij aangemoedigd door haar vader, de arts Joan Diderik Matthias Cleve, die ook dichterlijke ambities had. Op zevenjarige leeftijd schreef ze het gedicht 'Aan een roosje'. Als wonderkind trok ze de aandacht van andere dichters en schrijvers.
Onder begeleiding van de dichter Thomas van Limburg publiceerde ze in 1813, amper 13 jaar oud, haar eerste dichtbundel, Jeugdige dichtproeven, met werk dat ze geschreven had tussen haar zeven en elf jaar.
Aangemoedigd door lovende recensies schreef ze meer gedichten, en in 1817 liet ze de dichtbundel Lentebloemen verschijnen.
In 1821 schreef ze het gedicht 'Het klaverblad van vieren (aan drie vriendinnen)', dat ze ook toonzette als lied met gitaarbegeleiding. Het werd in 1825 postuum gepubliceerde in de Nederlandsche Muzen-Almanak.
Cleve overleed op amper eenentwintigjarige leeftijd, op 14 februari 1822 in Leiden.
Haar gedichten zijn gegrepen uit het leven van een vrolijk jong meisje, en kenmerken zich door speelsheid, eenvoudige gevoelens en gedachten en een snelle overgang tussen de verschillende thema's.